# Ёсида, Тосимицу
Тосимицу Ёсида (род. 29 августа 1963 в Тотиги) — бывший японский футбольный арбитр, дебютировавший в японской профессиональной Джей-лиге в 1993 году.

## Биография
Футбольную карьеру начал в молодёжном клубе Тотиги, города Уцуномия. Также играл в молодёжном клубе университета Цукуба. Из-за болезни преждевременно закончил карьеру.
В 1987 году стал советником школьной футбольной секции в префектуре Тотиги. В 1988 году начал карьеру футбольного арбитра, работал в качестве третьего судьи. В 1993 году стал основным судьёй а в 2000 году был зарегистрирован в качестве международного судьи.
В 2004 и 2008 годах был признан лучшим арбитром в Джей-лиге.

## Резонансная история с отменённым пенальти
3 сентября 2005 года в Ташкенте на стадионе «Пахтакор» в матче между сборными командами Узбекистана и Бахрейна, проходившем в рамках отборочного турнира ЧМ-2006, Ёсида, бывший главным судьёй матча, допустил техническую ошибку, которая привела к переигровке матча. Это был первый подобный случай в истории чемпионатов мира.
На 38-й минуте игры Ёсида назначил пенальти в ворота сборной Бахрейна. Узбекистанцы успешно реализовали его. Однако Ёсида зафиксировал нарушение правил со стороны хозяев поля, а именно вхождение в штрафную площадку соперника до нанесения удара по воротам, и неожиданно отменил гол, назначив свободный удар в сторону ворот сборной Узбекистана. По правилам он должен был дать перебить пенальти. 
6 сентября 2005 года «Организационный комитет чемпионата мира Германия-2006» принял решение, касающееся технической ошибки со стороны рефери матча Узбекистан — Бахрейн. Бюро, принимая во внимание, что судья действительно совершил техническую ошибку, постановило, что матч должен быть переигран.
Тосимицу Ёсида был отстранён от судейства игр ЧМ-2006 и исключён из элитного списка судей АФК. Также Японская футбольная ассоциация приняла решение отстранить арбитра от судейства в высшем дивизионе Японии — Джей-лиге — и отправить судить во второй дивизион — J2.
Однако Ёсида вскоре вернулся к обслуживанию встреч Джей-лиги.